# Ollon, Schweiz
Ollon är en ort och kommun  i distriktet Aigle i kantonen Vaud, Schweiz. Kommunen har 8 159 invånare (2023).
Orten Ollon ligger cirka tre km söder om distriktets huvudort Aigle. Kommunen sträcker sig från floden Rhône upp på bergssidorna öster om floden. Kommunens högsta topp ligger 2 200 meter över havet. 1997 utgjordes kommunen av 9 procent samhälle, 45 procent skog, 42 procent jordbruksmark och något över 4 procent klippor eller dylikt. År 2000 talade 79,2 procent av invånarna franska, 5,4 procent engelska och 3,9 procent tyska.
Kommunen består av 23 byar:
| Namn               | Invånare 31 dec 2018 | Höjdläge m ö.h. |
| ------------------ | -------------------- | --------------- |
| Antagnes           | 310                  | 567             |
| Arveyes            | 286                  | 1 231           |
| Auliens            | 11                   | 807             |
| Bretaye            | 12                   | 1 806           |
| Chesières          | 1 728                | 1 208           |
| Crettaz-Tavez      | 12                   | 770             |
| Exergillod         | 3                    | 862             |
| Forchex            | 30                   | 748             |
| Glutières          | 89                   | 773             |
| Huémoz             | 248                  | 1 004           |
| Les Combes-Dessous | 34                   | 884             |
| Les Ecovets        | 26                   | 1 300           |
| Les Fontaines      | 54                   | 502             |
| Ollon              | 2 478                | 478             |
| Pallueyres         | 49                   | 765             |
| Panex              | 159                  | 735             |
| Plambuit           | 32                   | 1 123           |
| Plan d'Essert      | 29                   | 655             |
| Salaz              | 50                   | 467             |
| St-Triphon         | 468                  | 391             |
| Verschiez          | 41                   | 543             |
| Villars            | 1 489                | 1 253           |
| Villy              | 258                  | 411             |